# Муниципално право
Муниципалното право е правен отрасъл регулиращ правоотношенията в областта на местното самоуправление и местната администрация.
Понятието муниципално право има три значения:
1. като правна дисциплина за изучаване в университетите;
2. като научна дисциплина за изследване на обществените отношения и правоотношения в областта на местното самоуправление и местната администрация;
3. като сбор от правни норми в законодателството регулиращи обществените отношения в областта на местното самоуправление и местната администрация.

На общоевропейско ниво от Съвета на Европа в областта на муниципалното право е приета Европейска харта за местното самоуправление (Страсбург, 15 октомври 1985 г.).